# Synstima
Synstima es un género con 3 especies pendientes de ser aceptadas en la familia de las aquifoliáceas.

## Taxonomía
El género fue descrito por Constantine Samuel Rafinesque y publicado en Sylva Telluriana 48. 1838.

## Especies
- Synstima acuminata Raf.
- Synstima ambigua Raf. ex S.Watson
- Synstima caroliniana Raf.